# Frank (album)
Frank – debiutancki album studyjny brytyjskiej piosenkarki Amy Winehouse, wydany 20 października 2003 przez wytwórnię płytową Island Records.
Nagrania uzyskały status platynowej płyty w Wielkiej Brytanii i złotej płyty w Polsce.

## Powstawanie albumu
Amy Winehouse zaczęła pracować nad materiałem na swój debiutancki album wiosną i latem 2002, tj. jeszcze przed podpisaniem kontraktu z Island Records. Piosenki pisała ze Stefanem Skarbkiem i Mattem Rowe w Mayfair Studios w Londynie. W trakcie sesji powstały m.in. utwory: „I’m a Monkey Not a Boy”, „Ease Up to Me”, „The Ambulance Man”, „Amy Amy Amy” i „October Song”, przy czym tylko dwie ostatnie znalazły się na albumie, a reszta została odrzucona ze względu na słabą jakość produkcji. Głównym tematem większości piosenek z albumu jest związek i rozstanie Winehouse z życiowym partnerem, Chrisem Tylerem, przy czym o rozpadzie ich relacji napisała piosenkę „Take the Box”. Artystka w niektórych utworach z płyty używa słowa powszechnie uznawane za wulgarne.
Winehouse po podpisaniu kontraktu z Island Records nawiązała współpracę produkcyjną z Salaamem Remim, z którym pracowała nad materiałem w jego studiu Creative Space w Miami. Część materiału dograła w studiu The Headquarters w New Jersey u Gordona „Commissioner Gordona” Williamsa, który został drugim producentem płyty i odpowiadał za miks nagrań. Partie perkusji do kilku utworów z płyty nagrał Troy Genius, a chórki wokalne dograła Jeni Fujita, przy czym oboje nigdy nie spotkali się z Winehouse, które swoje partie (głosowe i gitarowe) nagrała wcześniej i pozostawiła je Remiemu. Na albumie zagrali także muzycy sesyjni zatrudnieni przez Remiego, m.in. gitarzysta Earl Chinna Smith. Materiał nagrany w studiu Remiego zmiksowali Gary „Mon” Noble i Steve „ESP” Nowa w studiu Circle House w Miami.
Zdjęcie okładkowe do płyty zrobił Charles Moriarty. Fotografia ukazuje uśmiechniętą Winehouse w fioletowym topie, która spaceruje z małym czarnym psem. Zdjęcia z książeczki dołączonej do albumu wykonała Valerie Phillips, która uwieczniła Winehouse m.in. podczas robienia makijażu, gry w bilard czy palenia jointa, a także na tle pokaźnej kolekcji płyt muzycznych.

## Lista utworów
| 1.  | „Intro” / „Stronger Than Me”                                       | 3:54  |
|     |                                                                    |       |
| 2.  | „You Sent Me Flying” / „Cherry”                                    | 6:50  |
|     |                                                                    |       |
| 3.  | „Fuck Me Pumps”                                                    | 3:20  |
|     |                                                                    |       |
| 4.  | „I Heard Love Is Blind” / „Teo Licks”                              | 2:10  |
|     |                                                                    |       |
| 5.  | „(There Is) No Greater Love”                                       | 2:47  |
|     |                                                                    |       |
| 6.  | „In My Bed”                                                        | 5:17  |
|     |                                                                    |       |
| 7.  | „Take the Box”                                                     | 3:20  |
|     |                                                                    |       |
| 8.  | „October Song”                                                     | 3:24  |
|     |                                                                    |       |
| 9.  | „What Is It About Men”                                             | 3:29  |
|     |                                                                    |       |
| 10. | „Help Yourself”                                                    | 5:00  |
|     |                                                                    |       |
| 11. | „Amy Amy Amy” / „Outro” / „Moody’s Mood for Love” / „Know You Now” | 13:16 |
|     |                                                                    |       |
|     |                                                                    | 52:47 |
|     |                                                                    |       |